# Церква Христа (Карлсруе)
49°00′41″ пн. ш. 8°23′13″ сх. д. / 49.0114° пн. ш. 8.38694° сх. д.
Церква Христа (нім. Christuskirche) — протестантська церква в Карлсруе, Німеччина. 
Збудована в 1896—1900 роках архітекторами Робертом Курйелем та Карлом Мозером у міському районі Карлсруе Вестштадт.

## Історія
Перші плани будівництва церкви датуються 1888—92 рр. 
Після архітектурного конкурсу архітектори Карл Мозер і Роберт Курйель, які перемогли на ньому, здобули контракт на будівництво. 
Церкву відкрито 14 жовтня 1900 року. 
Під час Другої світової війни в червні 1942 року дзвони церкви були демонтовані для переплавлення для озброєнь, як і більшість бронзових дзвонів у Німеччині в той час. 
Церква Христа була сильно пошкоджена під час бомбардувань Другої світової війни. 
Особливо вона постраждала під час повітряних нальотів у ніч проти 3 вересня 1942 року, як і весь Карлсруе, а також у ніч проти 5 грудня 1944 року. 
Були сильно пошкоджені вікна, стелі склепіння, і арка головного входу. 
Одразу після війни церкву почали відновлювати. Концертний орган був побудований в 1966 фірмою Йоганнеса Клея з Бонна, що спеціалізується на створенні органів. 
У 1985-88 рр. було відновлено оригінальний шпиль церкви. 
Перед центральним входом до церкви з 2010 року почала будуватись одна із підземних станцій штадтбану Карлсруе.

## Сьогоднішня громада
У церкві Христа є церковний хор, хор ораторії, камерний хор та оркестр, які беруть участь у богослужінні та регулярно дають концерти.
Музичне виховання підростаючого покоління проводиться у співпраці із вокальною школою Євангелічної міської церкви.